# Onaka
Onaka és una població dels Estats Units a l'estat de Dakota del Sud. Segons el cens del 2000 tenia 30 habitants.

## Demografia
Segons el cens del 2000, Onaka tenia 30 habitants, 18 habitatges, i 10 famílies. La densitat de població era de 42,9 habitants per km².
Dels 18 habitatges en un 5,6% hi vivien nens de menys de 18 anys, en un 44,4% hi vivien parelles casades, en un 11,1% dones solteres, i en un 38,9% no eren unitats familiars. En el 38,9% dels habitatges hi vivien persones soles el 27,8% de les quals corresponia a persones de 65 anys o més que vivien soles. El nombre mitjà de persones vivint en cada habitatge era d'1,67 i el nombre mitjà de persones que vivien en cada família era de 2,09.
Per edats la població es repartia de la següent manera: un 3,3% tenia menys de 18 anys, un 0% entre 18 i 24, un 13,3% entre 25 i 44, un 46,7% de 45 a 60 i un 36,7% 65 anys o més.
L'edat mediana era de 60 anys. Per cada 100 dones de 18 o més anys hi havia 70,6 homes.
La renda mediana per habitatge era de 30.625 $ i la renda mediana per família de 40.000 $. Els homes tenien una renda mediana de 26.250 $ mentre que les dones 18.750 $. La renda per capita de la població era de 18.559 $. Cap de les famílies i el 6,9% de la població estaven per davall del llindar de pobresa.

## Poblacions més properes
El següent diagrama mostra les poblacions més properes.